# Refugi antiaeri de Parets del Vallès
El refugi antiaeri de Parets és un refugi antiaeri construït a Parets del Vallès (Vallès Oriental) durant la Guerra Civil Espanyola (1936-1939). És una obra inclosa en el Pla especial de Protecció de Patrimoni i Catàleg de Parets del 2011.

## Descripció
Situat a l'actual Avinguda Catalunya just davant l'escola municipal Lluís Piquer,va ser construït l'any 1938 en terrenys de la masia Can Pau Moragues, en les feixes de la casa i va ser construït per la gent del poble, era una gran sala circular amb volta de maons que disposava de 3 entrades amb un passadís a cadascuna d'elles. Aquest refugi estava comunicat amb un de més petit que hi havia a uns 100 mts en terrenys de Can Corder, aquest era el més gran de Parets, l'altre refugi es va construir en terrenys de la masia Can Serra a l'altura de l'actual carrer Empordà.

## Història
El refugi va ser construït pel veïnat de Parets del Vallès l'any 1938, sota les ordres de la Junta de Defensa Passiva de Catalunya local i va servir per a protegir els paretans dels possibles bombardejos que en aquells moments afectaven el Baix Vallès, especialment de les bombes caigudes a les ciutats veïnes de Mollet del Vallès i Granollers.
Les obres es van iniciar l'abril de 1938 i es van acabar a finals de setembre del mateix any, les despeses ocasionades per a la seva construcció es van sufragar principalment amb donatius de la gent del poble. En total es varen recaptar 15.617 pessetes i l'ajuntament va aportar 5.230,90 pessetes en total el refugi va costar 20.937,90 pessetes.

## Actualitat
L'any 2011 l'ajuntament va decidir reconstruir el refugi, ja que es trobava en bon estat, però per interessos urbanístics es va decidir d'enfonsar i només deixar per a la memòria una de les tres entrades, que va ser rehabilitada i adequada com a monument de la guerra civil.

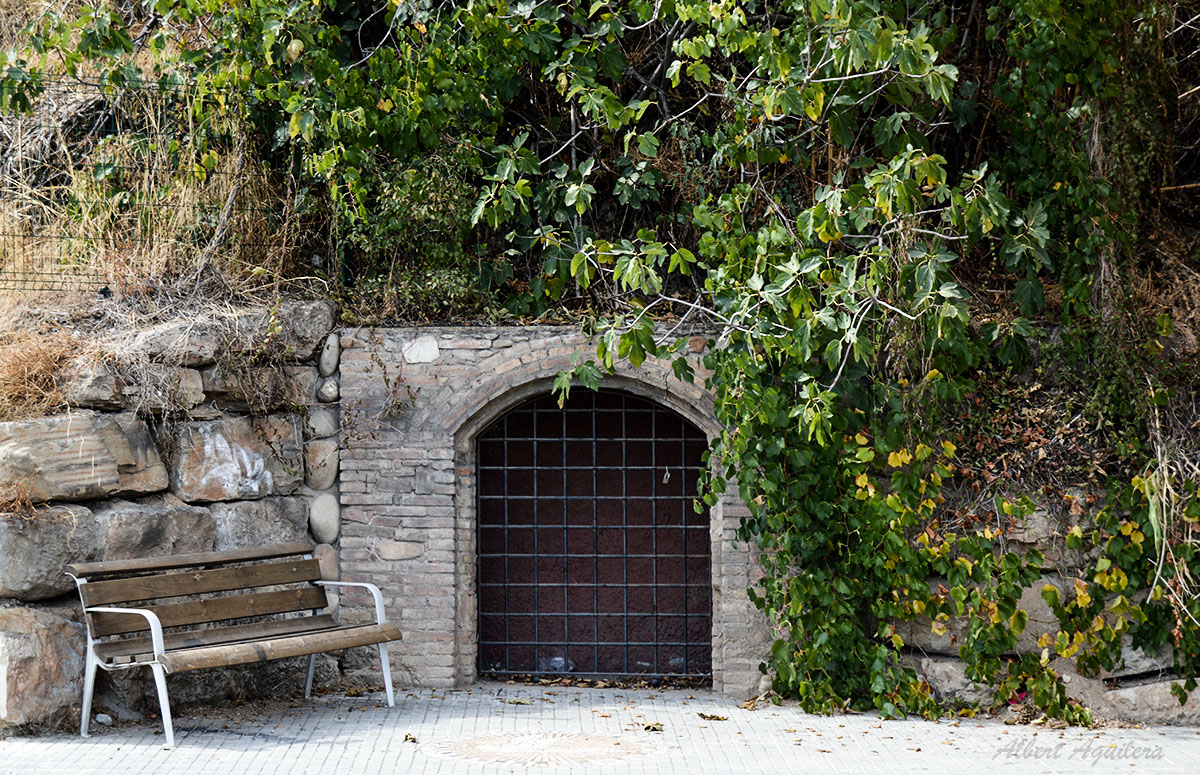
Entrada al refugi Antiaeri a Can Pau Moragues